# Georg von Rauch (Historiker)
Georg Alexander Cornelius Erich von Rauch (* 31. Julijul. / 13. August 1904greg. in Pskow/Pleskau, Russisches Kaiserreich; † 17. Oktober 1991 in Kiel) war ein deutscher Historiker, der sich vor allem mit der Geschichte Russlands und des Baltikums befasste. Er lehrte von 1958 bis 1972 als Professor für Osteuropäische Geschichte an der Christian-Albrechts-Universität zu Kiel. Von 1973 bis 1979 war er Vorsitzender der Baltischen Historischen Kommission.

## Leben und Wirken
Georg von Rauchs Vater Cornelius von Rauch war Arzt im russischen Zarenreich. 1911 zog die Familie aus Pleskau auf das Gut Sagnitz im Gouvernement Livland um. Nach dem Ersten Weltkrieg wurde dieser Teil Livlands Bestandteil des neuen Staates Estland. Auch die Universität Tartu stand nun unter estnischem Einfluss und die Vorlesungen wurden von Deutsch auf Estnisch umgestellt. In dieser Universität begann von Rauch sein Studium.
Er studierte ab 1922 Geschichte in Tartu (dt.: Dorpat; dort war er Mitglied des Corps Neobaltia), Tübingen und Breslau. Mit einer Dissertation zu Reval zur dänischen Zeit und die Hanse wurde er 1927 in Dorpat zum Mag. phil. promoviert (in Deutschland später als Dr. phil. anerkannt). Anschließend trat er zunächst eine Stelle als Lehrer und Erzieher an einem Internat der Herrnhuter Brüdergemeine in Niesky in der Oberlausitz an. 1928 wurde er Oberlehrer an der Walterschen Schule in Tartu, 1930 am dortigen Gymnasium, 1938 Dozent für Geschichte und Kirchengeschichte am Lutherinstitut in Tartu. Von 1936 bis 1939 fungierte er als Vorsitzender des Dorpater Deutschen Lehrervereins und der Dorpater Deutschen Genealogischen Gesellschaft.
Nach der durch den Deutsch-Sowjetischen Grenz- und Freundschaftsvertrag erzwungenen Umsiedlung im Jahre 1939 gelangte er nach Posen im von Deutschland annektierten Teil Polens („Warthegau“). Dort wurde in den Folgejahren die Reichsuniversität Posen etabliert, wo von Rauch zunächst als wissenschaftliche Hilfskraft arbeitete. Mit der Schrift Die Universität Dorpat und das Eindringen der frühen Aufklärung in Livland 1690–1710 habilitierte sich von Rauch 1941 an der Ernst-Moritz-Arndt-Universität Greifswald für Mittlere und Neuere Geschichte, insbesondere Nord- und Osteuropäische Geschichte. Von 1941 bis 1945 nahm er als Sonderführer bzw. Dolmetscher in der Gruppe III (Vernehmung und Beute-Auswertung) der Generalstabs-Abteilung Fremde Heere Ost (FHO) am Zweiten Weltkrieg teil. Durch den Kriegseinsatz war seine Tätigkeit an der Universität Posen nur beschränkt möglich. Nominell wurde er als wissenschaftlicher Assistent und ab 1943 als Dozent am historischen Seminar geführt. Über seine Veröffentlichungen während der Kriegszeit schreibt sein Biograf Michael Garleff: „Im Jahr 1941 publizierte von Rauch zwei Beiträge, die in formaler Hinsicht die deutlichsten Konzessionen an den ‚Zeitgeist‘ aufzuweisen scheinen.“
Nach seiner Entlassung aus der Kriegsgefangenschaft wurde von Rauch 1946 an der Universität Marburg Privatdozent, 1953 außerplanmäßiger und 1956 außerordentlicher Professor für osteuropäische Geschichte. 1958 folgte er dem Ruf auf eine ordentliche Professur an der Christian-Albrechts-Universität zu Kiel, wo er das Seminar für osteuropäische Geschichte neu aufbaute. Von 1962 bis 1964 gehörte er dem akademischen Senat der Universität an. 1972 wurde er emeritiert, als sein Nachfolger wurde Peter Nitsche berufen. Rauch war von 1973 bis 1979 Vorsitzender der Baltischen Historischen Kommission.
Der mehrsprachige und in vielen Bereichen erfahrene von Rauch verstand es wie sonst nur wenige, in der Zeit des Kalten Kriegs und Eisernen VorhangsKontakte zu Fachkollegen in Ost- und Ostmitteleuropa zu knüpfen. Kurt Georg Hausmann war in Kiel Rauchs Assistent; zu seinen Doktoranden und akademischen Schülern zählen Günther Wiegand, Michael Garleff und Uwe Liszkowski.
Georg von Rauch war ab 1938 verheiratet mit Margarethe Reimer, Tochter des Arztes Arthur Reimer aus Tartu. Sein Sohn Georg (1947–1971), der jüngste ihrer drei Söhne, gehörte zur militanten linksradikalen Szene in West-Berlin und starb bei einem Schusswechsel mit der Polizei. Georg von Rauchs Grab befindet sich auf dem Parkfriedhof Eichhof in Kronshagen bei Kiel.

## Schriften (Auswahl)
- Eine Polemik zur Judenfrage in Kurland. In: Jomsburg 5 (1941), S. 84–95 (Bericht über Kontroversen am Ende des 18. Jahrhunderts).
- F. W. R. von Berg. Ein deutscher Staatsmann in russischen Diensten. In: Deutsche Wissenschaftliche Zeitschrift im Wartheland 3–4 (1941), S. 258–281 (Biografie eines Protagonisten in der Mitte des 19. Jahrhunderts).
- Die Universität Dorpat und das Eindringen der frühen Aufklärung in Livland 1690–1710. Essener Verlagsanstalt, Essen 1943 (zugleich: Habilitationsschrift, Universität Greifswald, 1943).
- Russland. Staatliche Einheit und Nationale Vielfalt. Föderalistische Kräfte und Ideen in der russischen Geschichte. Isar, München 1953.
- Lenin. Grundlegung des Sowjetsystems, Musterschmidt, Göttingen 1957 (= Persönlichkeit und Geschichte, Band 8) (3. Auflage 1962).
- Studien über das Verhältnis Russlands zu Europa, Wissenschaftliche Buchgesellschaft, Darmstadt 1964.
- Zarenreich und Sowjetstaat im Spiegel der Geschichte. Aufsätze und Vorträge, Muster-Schmidt, Göttingen 1980, ISBN 3-7881-1699-4.
- Der Rigaer Prophetenclub und andere Aufsätze zur baltischen und russischen Geschichte, Hirschheydt, Hannover-Döhren 1988 (= Beiträge zur baltischen Geschichte, Band 11), ISBN 3-7777-0035-5.
- Geschichte des bolschewistischen Russland. Rheinische Verlagsanstalt, Wiesbaden 1955; später als Geschichte der Sowjetunion. Zuletzt: 8. Auflage. Kröner, Stuttgart 1990, ISBN 3-520-39408-1.
- Geschichte der baltischen Staaten. Kohlhammer, Stuttgart 1970; 3. Auflage: dtv, München 1990, ISBN 3-423-04297-4.
- als Herausgeber: Geschichte der deutschbaltischen Geschichtsschreibung. Im Auftrag der Baltischen Historischen Kommission, Böhlau, Köln / Wien 1986, ISBN 3-412-05085-7 (= Ostmitteleuropa in Vergangenheit und Gegenwart, Band 20).
- Schriften aus dem Nachlaß. Hrsg. von Michael Garleff, Tartu Ülikooli Kirjastus, Tartu 1994, ISBN 9985-56-062-0.